# Brundon
Brundon – osada w Anglii, w hrabstwie Suffolk, w dystrykcie Babergh. Leży 30 km na zachód od miasta Ipswich i 84 km na północny wschód od Londynu.